# لیو شمراث
لیو شَـمراث (انگلیسی: Leo Schamroth؛ ۲ ژوئن ۱۹۲۴ – ۲۴ مهٔ ۱۹۸۸) یک پزشک متخصص قلب  اهل آفریقای جنوبی بود.
شهرت او به‌واسطهٔ کارهایش در زمینهٔ نوار قلب و همچنین توصیف «آزمون پنجره شمراث» برای تشخیص چماقی شدن ناخن است.